# Idrissou Alioum
Idrissou Alioum, né le 20 juin 1969 à Tcholliré (Cameroun), est maître de conférences en histoire au Cameroun. Il est nommé recteur de l’université de Maroua en 2017.

## Carrière
Il fait ses études à l'Université de Yaoundé I. Il y soutient un doctorat d'histoire en 2006 consacré à la servitude carcérale et la domination européenne au Cameroun. Ses travaux portent sur l’histoire sociale et culturelle de l’Afrique et du Cameroun, l’histoire des pratiques et représentations esclavagistes et serviles dans les sociétés « lignagères » et l’histoire des constructions des « luttes » contre les maladies dites sociales.
Il devient maître de conférence au département d’Histoire de l’Université de Yaoundé I. Il est ensuite inspecteur au ministère de l’Enseignement supérieur, puis recteur  de l’université de Maroua, dans le Nord du pays, en 2017,.
Il est membre du Centre africain de recherches sur les traites et les esclavages (CARTE) basé à Dakar (Sénégal), de l’Association des Anneaux de la Mémoire (France) et du Codesria. Il a été résident de l'Institut d'études avancées de Nantes d'octobre 2013 à juin 2014.

## Publications
- Idrissou Alioum, 	Société carcérale et domination européenne au Cameroun (1884-1960), Saarbrücken, Presses académiques francophones, 2014
- Idrissou Alioum, Nadine Carole Ngon (eds.), Esclavage et traites négrières en Afrique centrale : mémoires et héritages : une perspective pluridisciplinaire, Douala, Vienne, Éditions AfricAvenir, 2018

## Distinctions
14 août 2019: Chevalier de l'Ordre de la Valeur.